# Maendeleo (Mbeya CC)
Maendeleo ist ein Verwaltungsbezirk (Ward) des Distrikts Mbeya (CC) in der tansanischen Region Mbeya. Er grenzt im Westen an den Bezirk Majengo, im Nordwesten und im Norden an den Bezirk Ghana, im Osten an Sisimba und im Süden an den Bezirk Itiji.

## Geografie
Maendeleo ist ein kleiner Bezirk im nordwestlichen Zentrum der Regionshauptstadt Mbeya. Die Fläche des Bezirks beträgt 0,36 Quadratkilometer und bei der Volkszählung 2022 lebten hier 3490 Menschen in 986 Haushalten.

## Gliederung
Der Bezirk besteht aus fünf Stadtteilen (Mtaa):
- Community Centre
- Kiwanja Ngoma
- Soko Matola
- Kiwanja Mpaka
- Kati

## Wirtschaft und Infrastruktur
- Gesundheit: Im Bezirk befindet sich das Gesundheitszentrum Kiwanja Mpaka Hospitali.[6]